# Бойд, Билли (футболист)
Уи́льям Ги́ллеспи Бойд (англ. William Gillespie Boyd; 27 ноября 1905 — 14 декабря 1967), также известный как Би́лли Бойд (англ. Billy Boyd) — шотландский футболист, центральный нападающий.

## Клубная карьера
Уроженец Камбесланга (окраина Глазго), Бойд начал футбольную карьеру в командах «Риджент Стар Ратеглен», «Ройал Алберт» и «Ларкхолл Тисл». В составе «Ларкхолла» за три сезона он забил более 200 голов. Это привлекло внимание «Клайда», и в 1930 году Бойд начал выступать за этот клуб в Дивизионе 1 чемпионата Шотландии. Выступал за «Клайд» на протяжении четырёх сезонов, сыграв 122 матча и забив 106 мячей. Ему принадлежит клубный рекорд по количеству голов, забитых в течение одного сезона (32 мяча в сезоне 1932/33).
В декабре 1933 года Бойд перешёл в английский клуб «Шеффилд Юнайтед». В оставшейся части сезона 1933/34 Бойд забил 15 мячей в 22 матчах Первого дивизиона, однако это не помогло «клинкам» избежать вылета во Второй дивизион. В сезоне 1934/35 он забил за команду 15 мячей в 20 матчах Второго дивизиона, включая два «дубля» в домашнем и выездном матчах против «Манчестер Юнайтед».
В феврале 1935 года Билли Бойд перешёл в «Манчестер Юнайтед», выступавший во Втором дивизионе. Его дебют за команду состоялся 9 февраля в матче против «Суонси Таун». 27 марта Бойд забил свой первый гол за «Манчестер Юнайтед» в матче против «Бернли», а три дня спустя, 30 марта 1935 года, сделал «хет-трик» в матче против «Халл Сити». Проведя за команду 6 матчей и забив 4 мяча в концовке сезона 1934/35, Бойд покинул «Юнайтед» в сентябре 1935 года.
С сентября по декабрь 1935 года выступал за «Уэркингтон» в Северо-восточной лиге. В декабре 1935 года стал игроком клуба «Лутон Таун», за который забил 11 мячей в 13 матчах Третьем южном дивизионе.
Перед началом сезона 1936/37 стал игроком «Саутгемптона». Согласно авторам книги «The Alphabet of the Saints» Бойд отличался «эксцентричным темпераментом», из-за чего «его пребывание на „Делл“ было недолгим». Его дебют в составе «святых» состоялся в первом матче сезона 1936/37 против «Честерфилда». 26 сентября забил свои первые голы за «Саутгемптон», сделав «дубль» в матче против «Шеффилд Юнайтед». Всего в сезоне 1936/37 провёл за команду 19 матчей и забил 7 мячей.
В августе 1937 года покинул «Саутгемптон», став игроком любительского клуба «Уэймут», а затем вернулся в «Уэркингтон», где и завершил футбольную карьеру.

## Карьера в сборной
20 мая 1931 года Бойд дебютировал в составе национальной сборной Шотландии в товарищеском матче против сборной Италии. Четыре дня спустя, 24 мая, он провёл свой второй (и последний) матч за сборную Шотландии в товарищеской игре против сборной Швейцарии, отличившись забитым мячом на 24-й минуте. Шотландцы одержали победу в той игре со счётом 3:2.
Также Бойд провёл три матча и забил три мяча за сборную Шотландской футбольной лиги, все — против сборной Ирландской футбольной лиги 3 октября 1931 года, 19 октября 1932 года и 30 сентября 1933 года.

## Статистика выступлений
| Клуб              | Сезон            | Лига | Лига | Кубок | Кубок | Итого | Итого |
| Клуб              | Сезон            | Игры | Голы | Игры  | Голы  | Игры  | Голы  |
| ----------------- | ---------------- | ---- | ---- | ----- | ----- | ----- | ----- |
| Клайд             | 1930/31          | 19   | 15   | 3     | 6     | 22    | 21    |
| Клайд             | 1931/32          | 37   | 30   | 4     | 4     | 41    | 34    |
| Клайд             | 1932/33          | 37   | 32   | 4     | 5     | 41    | 37    |
| Клайд             | 1933/34          | 18   | 14   | 0     | 0     | 18    | 14    |
| Клайд             | Итого            | 111  | 91   | 11    | 15    | 122   | 106   |
| Шеффилд Юнайтед   | 1933/34          | 22   | 15   | 1     | 1     | 23    | 16    |
| Шеффилд Юнайтед   | 1934/35          | 20   | 15   | 2     | 0     | 22    | 15    |
| Шеффилд Юнайтед   | Итого            | 42   | 30   | 3     | 1     | 45    | 31    |
| Манчестер Юнайтед | 1934/35          | 6    | 4    | 0     | 0     | 6     | 4     |
| Манчестер Юнайтед | Итого            | 6    | 4    | 0     | 0     | 6     | 4     |
| Лутон Таун        | 1935/36          | 13   | 11   | 0     | 0     | 13    | 11    |
| Лутон Таун        | Итого            | 13   | 11   | 0     | 0     | 13    | 11    |
| Саутгемптон       | 1936/37          | 19   | 7    | 0     | 0     | 19    | 7     |
| Саутгемптон       | Итого            | 19   | 7    | 0     | 0     | 19    | 7     |
| Всего за карьеру  | Всего за карьеру | 191  | 143  | 14    | 16    | 205   | 159   |